# SD Gundam: Gashapon Wars
SD Gundam: Gashapon Wars (SDガンダム ガシャポンウォーズ) est un jeu vidéo de stratégie développé par BEC et édité par Bandai en décembre 2005 sur GameCube. C'est une adaptation en jeu vidéo de la série basée sur l'anime Mobile Suit Gundam et notamment Super Deformed Gundam. Il a été porté sur Wii en 2010,,.

## Portage
- Wii : 24 juin 2010